# Slaget vid Liegnitz
För slaget under trettioåriga kriget, se slaget vid Liegnitz (1634), för slaget under sjuårskriget, se slaget vid Liegnitz (1760), för slaget under sjätte koalitionskriget, se slaget vid Liegnitz (1813).
Slaget vid Liegnitz var ett slag mellan mongoliska och polsk-tyska trupper vid Legnickie Pole, omkring 10 kilometer sydost om Liegnitz (nuvarande Legnica) i sydvästra Polen.
1241 ledde Tsubotai en massiv mongolisk invasion i Centraleuropa. En del av hans armé drog fram genom Polen.
Vid Liegnitz mötte den en här av tyskar, polacker och trupper ur Tyska orden. Mongolhärens bågskyttar drev en del av den förenade hären på flykten med en skur av pilar, varpå de mongoliska lansiärerna brakade samman med de mer kraftigt bepansrade kristna riddarna. Mongolerna vek tillbaka för riddarnas första chock men vände sedan hastigt om och omringade dem. 
Mongolerna gick ur striden som segrare, men förlusterna var svåra, och efter segern vände hären åter mot Asien.